# Sistema educativo de Japón

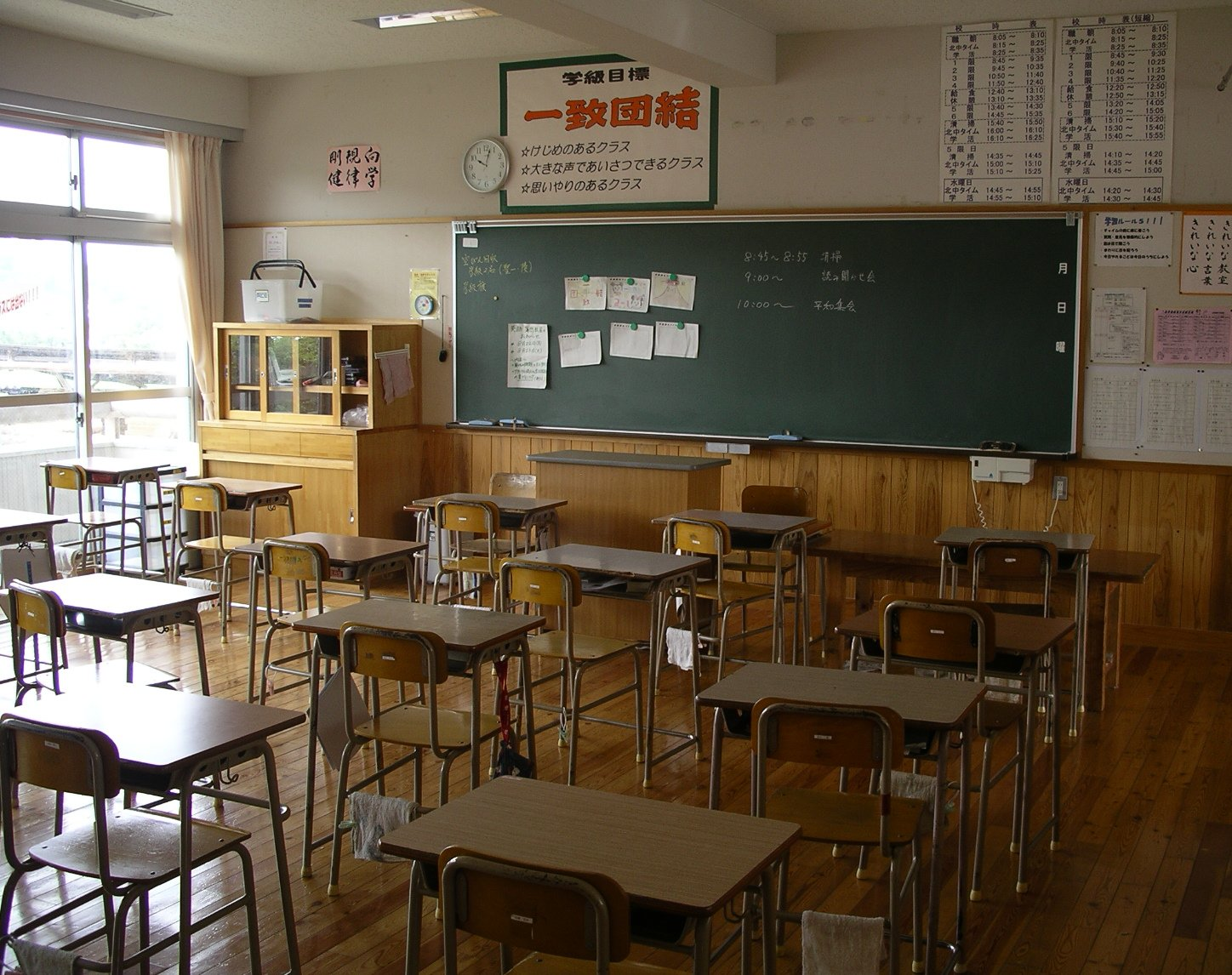
Un típico salón de clases japonés en la Escuela Superior Juvenil Hokubu en la prefectura de Oita.

En el Japón, la educación es obligatoria para los niveles de primaria y secundaria. Prácticamente todos los alumnos pasan al bachillerato, el cual es voluntario y los estudiantes pueden elegir cuatro asignaturas que les ayude realmente en su proyecto de vida. La mayoría de los estudiantes asisten a escuelas públicas hasta la secundaria. El sistema educativo japonés jugó un importante papel durante la recuperación y rápido crecimiento económico durante las décadas posteriores al fin de la Segunda Guerra Mundial. Tras este conflicto, la Ley Fundamental de Educación y la Ley de Educación Escolar fueron proclamadas en 1947, bajo la dirección de las fuerzas de ocupación. La última ley definió el sistema escolar, el mismo que aún prevalece hasta la actualidad: seis años de educación básica, tres de secundaria, tres de bachillerato y entre dos y cuatro años de educación superior.
La educación anterior a la educación básica se proporciona en el preescolar y guarderías. Guarderías, tanto públicas como privadas, reciben a niños de más de un año y de hasta cinco años. Los programas para aquellos entre tres y cinco es similar al del preescolar.

## Historia

### Inicios
Los templos y altares ofrecían cursos gratuitos de lectura, escritura y aritmética para toda la población. Los samurái asistían a sus propias escuelas para aprender dichas disciplinas y clásicos chinos. Los maestros enseñaban generalmente sin una paga y eran muy respetados. Con estas escuelas semipúblicas como base, fue creado un sistema de educación pública moderno, agregando ideas europeas sobre educación, el cual ha permanecido casi inalterado hasta la actualidad.
La educación para mujeres, la cual a menudo se ligaba con restricciones religiosas, se convirtió en un problema en tiempos tan remotos como el período Heian, más de mil años atrás. Sin embargo, más tarde surgió la visión de que las mujeres debían ser educadas, porque debían defender al país cuando sus maridos murieran. Eso también ayudó a que el budismo y el sintoísmo no miraran a las mujeres con desdén y comenzaran a tratarlas como iguales.

### Educación en el Imperio del Japón

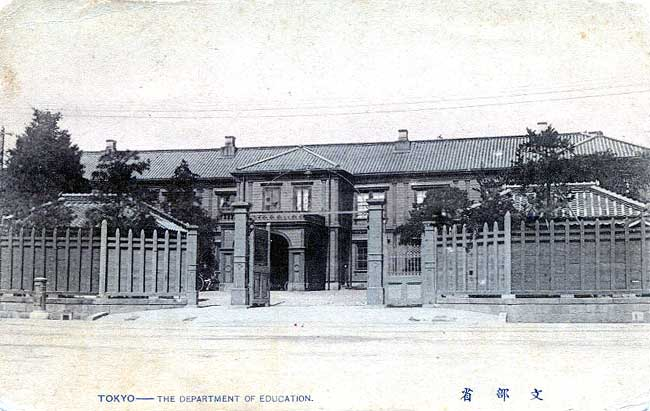
Ministerio de Educación de Japón (hacia 1890).

En 1871, durante la era Meiji, se estableció el Ministerio de Educación japonés basado en los sistemas de educación occidentales. La educación fue un asunto de alta prioridad para el gobierno, cuando el liderazgo del joven gobierno Meiji se percató de la necesidad de una educación pública universal en pos de un Japón moderno y occidentalizado. Misiones extranjeras como la Misión Iwakura, fueron una medida para estudiar los sistemas educacionales de los países líderes de occidente.
A pesar de la occidentalización del sistema educacional, el gobierno mantenía un firme control para que se enseñaran los valores tradicionales de búsqueda del aprendizaje y moral en los estudiantes. Asimismo, y siguiendo una política militarizada y patriota, se pretendía inculcar una lealtad absoluta hacia el emperador.
Esta tendencia de nacionalismo en la educación continuó hasta el fin de la Segunda Guerra Mundial en 1945, cuando Japón se rindió incondicionalmente a las fuerzas aliadas. Fue entonces que las autoridades de ocupación de los Estados Unidos de América abolieron el viejo sistema educacional, para sentar las bases del actual sistema educativo japonés.

## Educación en la sociedad japonesa
La cultura japonesa (y sus tradiciones) suelen superponer las expectativas, metas y objetivos de la sociedad misma antes que de los individuos. La escolarización también pone énfasis en la diligencia, la autocrítica y la buena organización en los hábitos de estudio de los estudiantes. Existe una creencia generalizada de que la perseverancia y el trabajo duro llevarán al éxito en la vida. La mayoría de las escuelas públicas están abocadas parcial o totalmente a la enseñanza de valores morales, actitudes y en el desarrollo de la personalidad-carácter, con la esperanza de formar a una sociedad tanto en valores como en educación que cumplan con las expectativas de los valores tradicionales japoneses y acaben con el analfabetismo.

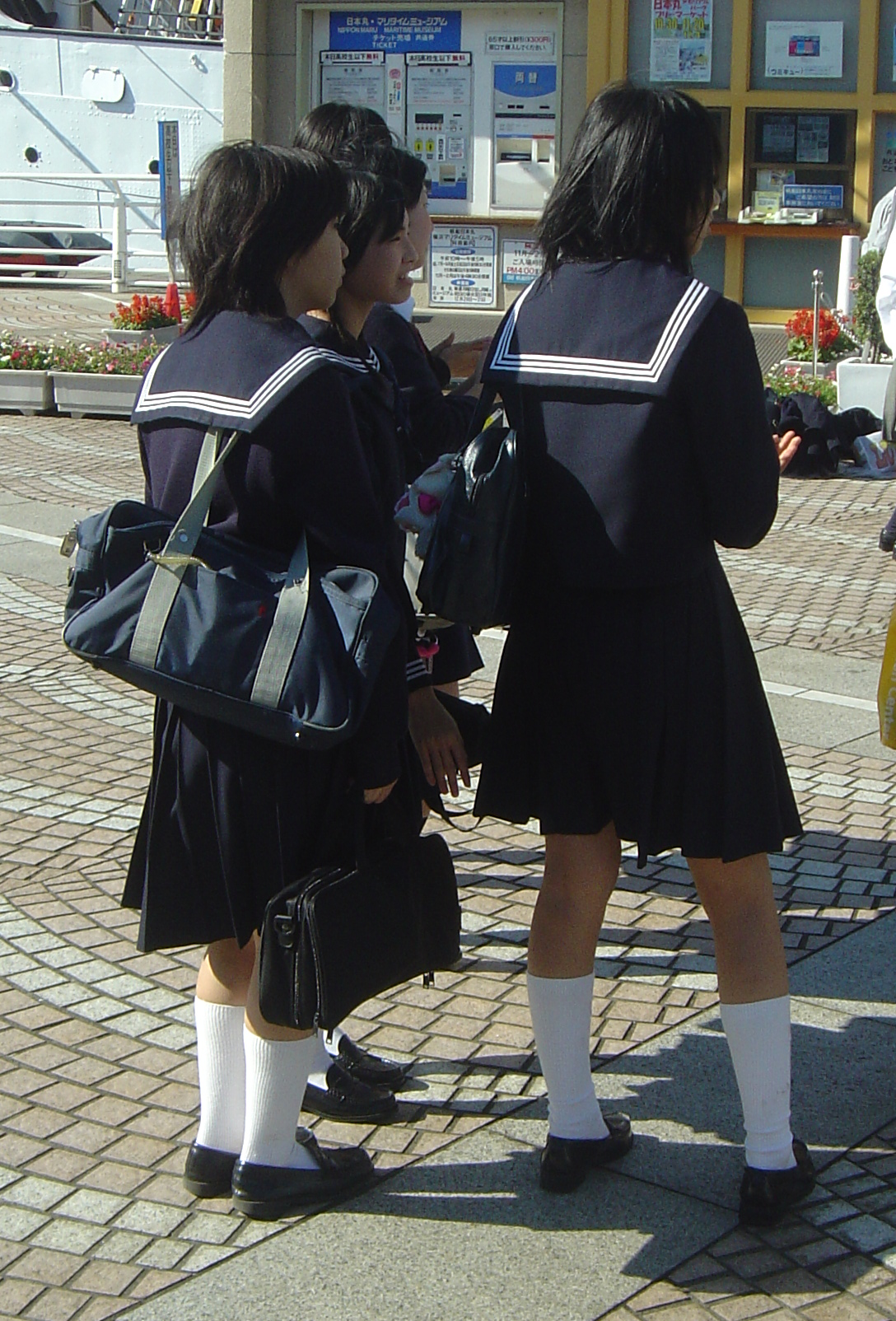
Típico uniforme escolar del nivel superior-medio japonés.

Al mismo tiempo, las proezas de la educación de la sociedad japonesa están muy por encima de los estándares internacionales.
Los estudiantes japoneses constantemente están superando y aumentando posiciones en las listas mundiales, y se encuentran cercanos a los primeros puestos en la mayoría de los exámenes matemáticos en los que participan.
El sistema educacional japonés se caracteriza por una fuerte matriculación de alumnos y de su continuidad a lo largo del mismo.
Un examen inicial, especialmente durante el nivel universitario, obliga a los estudiantes a contar con mayores conocimientos que antes para poder superarlos.
La estructura educacional japonesa no solo consta exclusivamente con colegios de tipo público financiados por el gobierno, la educación privada también forma una parte importante de este sistema, y no deben ser tomadas a menos, ya que las universidades privadas (que cuentan con un nivel de exigencia académico menor) agrupa a la mayoría de estudiantes de este nivel educativo.
Una gran parte de los niños empiezan su educación asistiendo a jardines preescolares, a pesar de que éstos no son parte del sistema educativo oficial. Este sistema, por su parte, provee una educación de alto nivel académico, además de gratuita a los niños de entre seis a quince años. El Ministerio de Educación decide qué libros de texto se aprueban para cada nivel y, desde 1963, se distribuyen a los colegios gratuitamente.
Las escuelas de nivel secundario, que agrupan a estudiantes desde los doce a los quince años, suelen contar con el 94 % de los estudiantes que completaron previamente el nivel primario. Cerca de un tercio de todos los graduados en el sistema educativo secundario japonés entran al nivel terciario, para obtener algún título universitario, o bien a otras instituciones para complementar su educación.
Tradicionalmente Japón supo contar con un sistema educativo de alto nivel y rendimiento, acorde a sus estándares sociales, los cuales impulsaron a este sistema a proporcionar una alta exigencia a sus alumnos, pero también a lograr que éstos salieran adelante con gran éxito. En la actualidad, la situación ha cambiado, ahora las escuelas, universidades y otros centros educativos (tanto públicos como privados) compiten por atraer a los jóvenes (que debido a la escasa tasa de natalidad del país escasean), teniendo que bajar, para lograr sus objetivos y seguir funcionando, las exigencias y los niveles de sus exámenes de ingreso.
Las aulas se encuentran vacías si se compara al número de estudiantes con la capacidad que éstas tienen. En los centros de educación públicos, escuelas que fueron construidas para albergar a mil estudiantes, algunas veces no llegan a tener ni un tercio de ese número. Desafortunadamente, esto no se compara a los tamaños de las aulas, las cuales suelen acomodar normalmente a entre 35 a 45 estudiantes cada una.

### Niveles
El sistema educativo de Japón consta de un primer ciclo de enseñanza primaria (de seis años de duración), un segundo ciclo de enseñanza secundaria (tres años), otros tres años de enseñanza secundaria superior y la universidad (cuatro años).
Hay cuatro niveles educativos fundamentales:
- Educación primaria (6 años de edad hasta los 12)
- Educación secundaria (12 años de edad hasta los 15)
- Educación superior/Preparatoria (15 años de edad hasta los 18)
- Educación universitaria

## Estructura actual
La educación en Japón es una responsabilidad nacional, prefectural y municipal. El Ministerio de Educación (MEXT) cuenta con docenas de grupos de estudio que investiga como debe realizarse la educación proveyendo de asistencia a los gobiernos de las prefecturas, basados en sus investigaciones.